# 大宝 (蔡伯贯)
大宝（1565年十二月—1566年正月）是明朝中期四川民变首領蔡伯贯的年号，前后共36日。

## 西曆紀年對照表
| 大宝 | 元年   | 二年   |
| ---- | ------ | ------ |
| 公元 | 1565年 | 1566年 |
| 干支 | 乙丑   | 丙寅   |

## 同期存在的其他政权年号
- 中國
  - 嘉靖（1522年－1566年）：明朝—明世宗朱厚熜之年号
- 越南
  - 天祐 （1557年－1572年）后黎朝—黎英宗黎維邦之年号
  - 淳福（1562年－1566年）：莫朝—莫茂洽之年号
  - 崇康（1566年－1578年）：莫朝—莫茂洽之年号
- 日本
  - 永禄（1558年－1570年）：正亲町天皇之年號

## 參看
- 中國年號索引
- 其他时期使用的大宝年号